# Nick Monohan
Nick Monohan é um dos principais personagens do seriado americano "The Gates" .Ele é o novo chefe de polícia nessa comunidade. Nick se muda com sua família, a fim de começar uma nova vida de seu trabalho de detetive de Chicago, que terminou quando ele atirou em um homem. No entanto, logo que ele se move há problemas. O velho chefe parecia esconder os problemas de vizinhança subornando eles, o que faz com que Nick determinado a encontrar o que é o condomínio fechado tem a esconder. Ele descobre que alguém estava roubando At The Gates, quando todas as famílias que foram ao jogo de futebol local relatou os itens faltantes. Ele descobre o culpado, a professora de história, quando ele começa a suspeitar sobre o porquê Brett mentiu sobre onde ele e seus amigos foram andando.